# Hotel górski Kráľova studňa

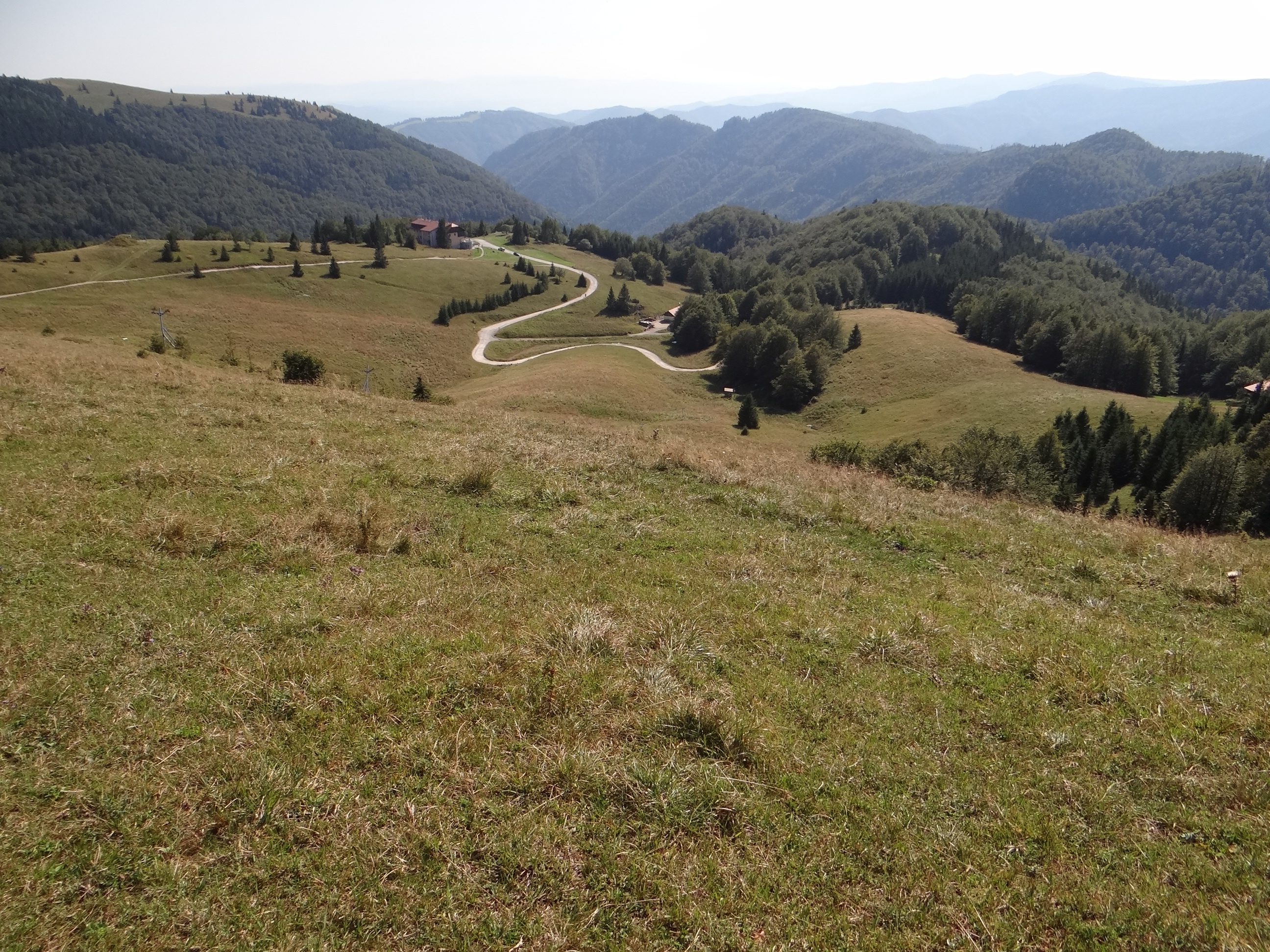
Położenie hotelu

Hotel górski Kráľova studňa – hotel w Wielkiej Fatrze na Słowacji. Znajduje się na wysokości około 1300 m w górnej części Bystrickiej doliny, na wypłaszczeniu terenu pod południowymi stokami głównej grani Wielkiej Fatry ze szczytem Kráľova skala (1377 m) i poniżej źródeł Kráľova studňa. Teren otaczający hotel to duże hale, dzięki temu całe otoczenie hotelu i wznoszący się nad nim grzbiet Wielkiej Fatry są doskonałym punktem widokowym. Hotel znajduje się na terenie Parku Narodowego Wielka Fatra.

## Opis hotelu
Jest to obiekt o cechach pośrednich między właściwym schroniskiem turystycznym a typowym hotelem. Oferuje 15 hotelowych pokoi (47 łóżka), 2 rodzinne apartamenty, luksusowy królewski apartament i 3 turystyczne izby (29 łóżek). Dysponuje następującymi atrakcjami: 
- boiska: do siatkówki, piłki nożnej i frisbee,
- miejsca na ognisko: naturalne i zadaszone,
- możliwość uprawiania turystyki rowerowej,
- wysokogórski przewodnik na graniowe wycieczki ,
- gospodarstwo agroturystyczne,
- wyciąg narciarski. Jest instruktor jazdy na nartach i skialpinizmu,
- możliwość uprawiania wycieczek na nartach i rakietach śnieżnych[3].

Przy hotelu działa całodzienna restauracja z kawiarnią (100 miejsc), bufet, ogródek zimowy, plac zabaw dla dzieci, dla zamkniętych grup salonik na 10 osób. Jest kino domowe, internet, stół do ping-pongu, siłownia, masaż na zamówienie, ogrzewana drewnem sauna. 
Do hotelu można dojść pieszo wieloma szlakami turystycznymi, lub dojechać rowerem. Goście hotelowi latem mogą dojechać na parking hotelowy również własnym samochodem, a zimą do hotelu gości dowozi autobus hotelowy.

## Historia
Doskonałe zalety widokowe tej okolicy docenił już przed II wojną światową Bańskobystrzycki Klub Czechosłowackich Turystów. W 1927 roku na zboczach masywu Krížnej wzniósł niewielki drewniany szałas. 10 lat później wybudowano większy i bardziej komfortowe schronisko z 16 miejscami noclegowymi. Obydwa obiekty podczas wojny spaliły się. Obecny gmach hotelu oddano do użytku w 1951 roku.
Na grzbiecie powyżej hotelu znajduje się pomnik bohaterów Słowackiego Powstania Narodowego i partyzancka ziemianka.